# Ų̈̄
Ų̈̄ (minuscule : ų̈̄), appelé U tréma macron ogonek, est une lettre latine qui a été utilisée dans l’écriture du tutchone du Sud.
Il s’agit de la lettre U diacritée d’un tréma, d’un macron et d’un ogonek.

## Utilisation
En tutchone du Sud, ‹ ų̈̄ › a été utilisé pour une voyelle ‹ ü › nasalisée avec un ton descendant. Elle est maintenant écrite avec un caron plutôt qu’un accent circonflexe : ‹ ų̈̂ ›.

## Usage informatique
Le U tréma macron ogonek peut être représenté avec les caractères Unicode suivants : 
- précomposé et normalisé NFC (latin étendu A, diacritiques) :

| formes    | représentations | chaînes de caractères | points de code       | descriptions                                                          |
| --------- | --------------- | --------------------- | -------------------- | --------------------------------------------------------------------- |
| capitale  | Ų̈̄               | Ų◌̈◌̄                   | U+0172 U+0308 U+0304 | lettre majuscule latine u ogonek diacritique tréma diacritique macron |
| minuscule | ų̈̄               | ų◌̈◌̄                   | U+0173 U+0308 U+0304 | lettre minuscule latine u ogonek diacritique tréma diacritique macron |

- décomposé et normalisé NFD (latin de base, diacritiques) :

| formes    | représentations | chaînes de caractères | points de code              | descriptions                                                                      |
| --------- | --------------- | --------------------- | --------------------------- | --------------------------------------------------------------------------------- |
| capitale  | Ų̈̄               | U◌̨◌̈◌̄                  | U+0055 U+0328 U+0308 U+0304 | lettre majuscule latine u diacritique ogonek diacritique tréma diacritique macron |
| minuscule | ų̈̄               | u◌̨◌̈◌̄                  | U+0075 U+0328 U+0308 U+0304 | lettre minuscule latine u diacritique ogonek diacritique tréma diacritique macron |